# Sie werden aus Saba alle kommen
Sie werden aus Saba alle kommen (BWV 65) is een religieuze cantate van Johann Sebastian Bach.

## Programma
Deze cantate is geschreven voor het feest van Driekoningen, ook genoemd Epifanie of de "Verschijning van de Heerlijkheid Gods". Zij werd voor het eerst op 6 januari 1724 in de Thomaskerk in Leipzig uitgevoerd. Daarmee behoort deze cantate tot de eerste cantatejaargang van Bach. Zie ook de cantatekalender. Deze cantate maakt deel uit van de zogenoemde Kerstkring van het kerkelijk jaar die loopt van de 1ste Adventszondag tot de 4e zondag na Epifanie of Driekoningen. Daarna start de Paaskring omvattende 50 dagen voor en 50 dagen na Pasen.

## Tekst
De tekst van het omstandige openingskoor verwijst naar Jesaja 60:6. De teksten van de recitatieven en aria's zijn van een onbekende tekstdichter.
Bijbellezingen
- Jesaja 60, 1-6 "Volkeren zullen op weg gaan naar jouw licht en koningen naar de glans van jouw dageraad"
- Matteüs 2, 1-2 " Waar is de nieuwgeboren koning der Judeërs? - want wij hebben zijn ster gezien in het oosten en zijn gekomen om hem hulde te brengen

## Opbouw
1. Openingskoor: "Sie werden aus Saba alle kommen"
2. Koraal: "Die Kön'ge aus Saba kamen dar"
3. Recitatief (bas): "Was dort Jesaias verhergesehn"
4. Aria (bas): "Gold aus Ophir ist zu schlecht"
5. Recitatief (tenor): "Verschmähe nicht, du, meiner Seelen Licht, mein Herz"
6. Aria (tenor): "Nimm mich dir zu eigen hin"
7. Slotkoraal: "Ei, nun, mein Gott, so fall ich dir getrost in deine Hände"

## Muzikale bezetting
De cantate is geschreven voor twee jachthoornen (corno da caccia), twee blokfluiten, twee jachthobo's (hoboe de caccia), twee violen, altviool en basso continuo.

## Toelichting

### Algemeen
Het kind van Bethlehem, bezocht en herkend als Verlosser, door herders en drie koningen, als verschijning, is de kern van het feest van de Epifanie. Epifanie als afsluiting, de twaalfde dag, van de kern der Kerstkring na al dat gejubel "Gloria in excelsis Deo". De Wijzen brengen met wat je als mens te bieden hebt: Goud voor Geloof, Wierook voor Gebed en Myrrhe voor Geduld (recitatief vers 3). De kern der kerstkring wordt afgesloten met de wens als mens aanvaard te worden door die lichtende verschijning: "Neem mij zoals ik ben, zoals ik denk, zoals ik doe" in aria vers 6.

### Bachs muzikale verwerking
Bachs muziek verklankt de tekstlijn, als een groots prachtvol opgezette karavaan met schitterende klankkleuren van herfstachtige jachthoorns en de donkere toon van jachthobo's, een passende klank bij mensen onderweg op zoek naar het Licht. 
Bach past in het groots opgezette openingskoor bij deze voorttrekkende karavaan in een lange sliert van noten een twaalfachtste maat toe: in groepen van vier bewegen de vier windstreken op weg naar dat licht. Verschillende orkestgroepen komen samen tot de hoorns hun signaal blazen.